# ナディア・アズィ
ナディア・アズィ（山内 ナディア） (1998年8月11日 - ) アメリカのクラシック音楽のピアニスト。レバノン - 日系のアメリカ人。 アメリカ合衆国フロリダ州ダニディン生まれ。4歳半からピアノを習い始め、現在に至る。オーケストラで、バイオリンも演奏する。ニューヨーク在住。

## 音楽祭への出演
2011年夏、 アスペン音楽祭に参加し、2012年にジュリアード音楽院ののプレカレッジに入学。そこでヨヘヴェド・カプリンスキー教授の指導を受けた。

## キャリア
2010年、カーネギーホールでニューヨーク・デビューを果たす。2010年夏、 イタリアのヴィピテーノにあるコミュナル座（Teatro Communale）でヨーロッパ・デビューを果たす。また、コロラド州のアスペンでは数々の演奏をしている。
2011年、ボストン・ネオポリタン・室内オーケストラと協演し、ベートーヴェンのピアノ協奏曲2番でオーケストラとの初演を行った。指揮者はシャンダー・ミッチェルだった。
2011年、シカゴのWFMT（ラジオ局）でナディア・アズィの特集番組 （インプロンプツ、"Impromptu"）が放送された。. この放送と同じ週に、新シカゴ音楽院（New Music School of Chicago）でソロ・コンサートを開いた。

## 受賞歴
2010年、2012年、AADGT（American Association for the Development of the Gifted and Talented）の金賞を受賞。2010年、イタリアのオルフェロ国際音楽祭（Orfeo International Music Festival）では、最年少で優勝した。
2011年5月、シカゴで開催された2011年新全国青少年音楽コンクール（2011 New Music National Young Artist Competition in Chicago, Illinois.）で全年齢部門で優勝するとともに、新芸術音楽賞（ART New Music Award）を受賞した。
この他にも、ワルグリーン全国コンチェルトコンクール（Walgreens National Concerto Competition in Fort Sheridan, Illinois.）で、2010年には、オープン・ジュニア音楽部門最優秀賞、2011年には、オープン・ジュニア・ピアノ部門で最優秀賞を受賞している。
2011年、タンパ・ベイ交響楽団青少年芸術コンクール（Tampa Bay Symphony Young Artist Competition. ）で優勝した。
2012年、クレシェンド国際音楽コンクール（2012 Crescendo International Music Competition）でグランプリを受賞した。

## 外部へのリンク
- Nadia Azzi official website
- Nadia Azzi Reverbnation page
- Nadia Azzi Facebook page
- Nadia Azzi Twitter page

### インタビュー関連のデータ
- Channel 14 interview
- St. Petersburg Times Article
- Tampa Tribune Article
- Dunedin Beacon Article